# サノクス令夫人
『サノクス令夫人』（サノクスれいふじん、英: The Case of Lady Sannox）は、サー・アーサー・コナン・ドイルによる短編小説。『The Idler』誌1893年11月号に掲載された。

## あらすじ
壮年のダグラス・ストーンは並ぶ者無しと賞賛されるほど有能な外科医であった。しかし多大な収入があったにも関わらず、その贅沢三昧の暮らしぶりにより借金漬けでもあった。ロンドンで有数の美男子でもある彼と、ロンドン一の美女にして既婚でありながら恋多きサノクス夫人との恋が燃え上がるのに時間はかからなかった。夫のサノクス卿は若い頃芝居に凝っていて、その時知り合った美貌の女優と結婚したのだった。しかし結婚後はすっかり無口で穏やかな人物となり、往年の芝居への情熱は影を潜め庭いじりと家庭を愛するようになっていたのだった。彼が全く尻に敷かれてしまっているのか、妻を溺愛するあまり彼女のふしだらな行状に気付かずにいるのかが、社交界での話題になっていた。
或る夜、サノクス夫人との逢瀬の約束があったストーン医師は、見知らぬトルコ人男性から往診の依頼を受ける。毒を塗った三日月刀で唇を切ってしまった彼の妻の手術を依頼したいと言うのだ。ストーンは当初、先約があるので明日の朝にしてほしいと断ろうとした。しかし男は直ちに毒を抜かなければ妻は死ぬと告げ、テーブルに100ポンド分の金貨を積み上げた。借金で首の回らない医師にとっては無視できない大金であり、また未知の毒物に対する医師としての好奇心も働いた。更に男の1時間とかからずに終わる仕事だという言葉にも促され、ストーンは依頼を受ける決意をする。
毒は未知の物で治療法は不明であるが、吸収が遅く何時間も患部にとどまるので毒が回る前に患部を切除すれば助かると言う。ストーンは麻酔薬を持って行こうとしたが、男は自分も妻も回教徒でアルコール性の薬は禁止されていると告げた。但し毒の作用で妻は深い眠りについて無感覚になっており、阿片を与えてもいるので問題ないと続けた。男の家に着くと妻の顔は下唇の患部以外はヴェールで隠されている。ストーン医師は躊躇するが、あなたがやらないのなら他の医者に頼むと言う男の言葉が決め手となった。
外科医は下唇の患部を摘まんで左右から患部をV字型に切除した。妻は絶叫して飛び起き、はずみでヴェールが飛んだ。現れたのは見知ったサノクス夫人の顔であった。そしてトルコ人の夫は付け髭と往年の演技力で巧みに変装していた、サノクス卿その人であった。サノクス卿は「この手術が妻にとって必要でした。肉体的にでは無くて、道徳的にですがね。」とほくそ笑んだ。尻もちをついた外科医は精神に変調を来たしたようであった。卿が「妻との面会の約束は守ったことになりますな。」と告げるとストーンは笑い出した。サノクス卿は鼻白んで、待機していた老女と御者に後を託して立ち去った。

## 脚色
「サノクス令夫人」は、1949年にアメリカのテレビアンソロジーシリーズ『Suspense』の1エピソードとしてテレビドラマ化された。シリーズ中でも現存しているエピソードの一つである。。出演者は、サノクス夫人役がステラ・アドラー、ダグラス・ストーン医師役がヘンリー・ブランドン、サノクス卿役がベリー・クルーガーであった。
またアメリカのラジオ番組『Imagination Theatre』で放送されたシリーズ「The Further Adventures of Sherlock Holmes」（直訳: シャーロック・ホームズのさらなる冒険）内のエピソードとして組み込まれた。このエピソードは「The Lady Sannox Investigation」と題され、2008年9月28日に初放送された。原作の短編小説の後日談を描いており、ホームズはストーン医師の精神崩壊の原因を調査する。サノクス卿役はステファン・ウェイト（Stephan Weyte）が演じた。

## 日本語訳
- 『ドイル全集 第4巻 (世界文学大全集)』水野一郞訳、「サノツクス夫人事件」として収録、改造社 1932年 全国書誌番号:47032732
- 『新潮文庫 ドイル傑作集 第5 (恐怖編)』延原謙訳、新潮社 1960年 全国書誌番号:56014083
  - 『新潮文庫 45刷改版 ドイル傑作集 3 (恐怖編)』延原謙訳、新潮社 2007年 ISBN 978-4-102-13413-9
- 『コナン・ドイルのドクトル夜話』吉田勝江訳、秋葉進画、「サノックスの奥方」として収録、創土社 1978年 全国書誌番号:78032083
- 『イギリス幻想小説傑作集 (白水Uブックス 73)』由良君美編、小野寺健訳、「サノックス卿夫人秘話」として収録、白水社 1985年 ISBN 978-4-560-07073-4
- 『悪夢のような異常な話 (幻想文学館 4)』江河徹訳、おぼまこと画、「サノックス卿夫人の事件」として収録、くもん出版 1989年 ISBN 978-4-875-76487-8
  - 『世界の幻想ミステリー 4』江河徹訳、おぼまこと画、「サノックス卿夫人の事件」として収録、くもん出版 2008年 ISBN 978-4-7743-1379-5
- 『七つの恐怖物語: 英米クラシックホラー (偕成社文庫)』坂崎麻子編訳、「サノックス卿夫人」として収録、偕成社 1992年 ISBN 978-4-036-51900-2
- 『復讐 (書物の王国 16)』延原謙訳、国書刊行会 2000年 ISBN 978-4-336-04016-9
- 「サノクス令夫人 (シリーズ世界の文豪 コナン・ドイル・ストーリーズ 2)」森田和子訳、柏艪舎 2018年 ISBN 978-4-434-25037-8